# Furipterus horrens
Genre
Espèce
Statut de conservation UICN

 LC  : Préoccupation mineure
Furipterus horrens est une espèce de chauve-souris, la seule du genre Furipterus.

### Pour l'espèce
- (en) Mammal Species of the World (3e  éd., 2005) :  Furipterus horrens   F. Cuvier, 1828
- (fr + en) ITIS : Furipterus horrens (F. Cuvier, 1828)
- (en) Animal Diversity Web : Furipterus horrens
- (en) NCBI : Furipterus horrens (taxons inclus)
- (en) UICN : espèce Furipterus horrens F. Cuvier, 1828 (consulté le 20 mai 2015)

### Pour le genre
- (en) Mammal Species of the World (3e  éd., 2005) :  Furipterus   Bonaparte, 1837
- (en) Paleobiology Database : Furipterus Bonaparte 1837
- (fr + en) ITIS : Furipterus Bonaparte, 1837
- (en) Animal Diversity Web : Furipterus
- (en) NCBI : Furipterus (taxons inclus)
- (en) UICN : taxon  Furipterus  (consulté le 6 janvier 2023)